# Hypergraphie

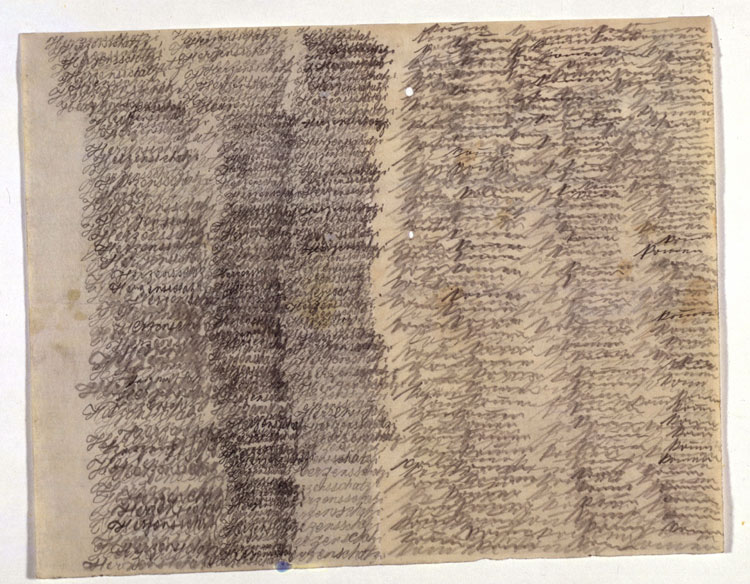
Brief einer an Hypergraphie leidenden Patientin an ihren Liebhaber. Der Brief ist mit Wiederholungen des Schriftzugs „Herzensschatzi Herzensschatzi Herzensschatzi“ auf der linken und „komm, komm, komm“ auf der rechten Seite überfüllt.

Die Hypergraphie (von altgriechisch ὑπέρ hypér „über, über … hinaus“ und -graphie), auch krankhafter Schreibzwang, ist eine psychiatrische Erkrankung, die zu den affektiven Störungen zählt und sich in manischer, zwanghafter Schreibwut äußert. Ursächlich sind vor allem Veränderung des Temporallappens bei Patienten mit Epilepsie oder dem Gastaut-Geschwind-Syndrom, sie kann aber auch als Komorbidität bei Schizophrenie oder einer bipolaren Störung vorkommen.

## Allgemeines
Erstmals beschrieben wurde die Hypergraphie in den 1970er Jahren von den amerikanischen Neurologen Stephen Waxman und Norman Geschwind. Zu den Symptomen zählen manisch zwanghaftes Schreiben mit hohem Detailgrad, in manchen Fällen auch mit literarischer Kreativität. Einige der von Geschwind et al. beobachteten Patienten schrieben lange, scheinbar sinnlose Listen, andere Patienten schrieben Gedichte oder auch unzusammenhängende Sätze.
Das für Außenstehende scheinbar sinnlose Geschreibe ergibt, gerade für an Schizophrenie leidende Patienten, meistens einen Sinn.

## Ursachen
Die Hauptursache von Hypergraphie ist eine Schädigung des Temporallappens, insbesondere bei Patienten, die an Epilepsie leiden. Da Patienten meist ein starkes Unwohlsein verspüren, wenn sie am Schreiben gehindert werden, ist davon auszugehen, dass es sich um eine zwanghaft-affektive Störung handelt. Die Verbindungen des Frontallappens werden derart gestört, dass ein vermehrter Drang nach Schreiben entsteht, der präfrontale Cortex sich überlegt, was er schreiben möchte, und der Motorcortex diesen Gedanken schlussendlich in eine physische Handlung umsetzt.
Auch bei Patienten mit Schizophrenie, Hypomanie und bipolarer Störung wird Hypergraphie beobachtet, es ist derzeit allerdings unklar, ob und wenn ja welche physiologischen Prozesse dem zugrunde liegen.
Studien legen ebenfalls nahe, dass Hypergraphie auch durch die Einnahme von Donepezil oder ein chemisches Ungleichgewicht des Neurotransmitters Dopamin verursacht werden kann.